# Konstantinos Leichoudes
Konstantinos Leichoudes (mittelgriechisch Κωνσταντῖνος Λειχούδης, * Ende 10. Jahrhundert in Konstantinopel; † 9. oder 10. August 1063 ebenda) war 1059 bis 1063 als Konstantin III. Patriarch von Konstantinopel. Er war ein Schüler von Johannes Mauropous, später Minister des Kaisers Michael V., Protovestiarius. Isaak Komnenos ernannte den Laien Konstantin 1059 zum Patriarchen von Konstantinopel, nachdem Patriarch Michael I. Kerularius in der Verbannung in Prokonnesus verstorben war. Er war ein enger Freund des Historikers Michael Psellos, ließ diesen allerdings in das Kloster von Narsou am westlichen Rand von Konstantinopel einweisen, als dieser beschuldigt wurde, seinen Eid als Mönch vernachlässigt zu haben.
Nachfahren von Leichoudes waren die russischen Philosophen Joanniki Lichud und Sophronius Lichud.